# تل بيتش (نيويورك)
تل بيتش، هو جبل يقع في جبال كاتسكيل بنيويورك في اتجاه الشرق إلى الجنوب الشرقي لداونزفيل. يقع الجبل الأوسط غرب تل بيتش.